# Joris van Overeem
Joris van Overeem (* 1. června 1994, Amsterdam, Nizozemsko) je nizozemský fotbalový záložník a mládežnický reprezentant, který v současnosti působí v klubu AZ Alkmaar.

## Klubová kariéra
- FC Abcoude (mládež)
- AZ Alkmaar (mládež)
- AZ Alkmaar 2013–
- →  FC Dordrecht (hostování) 2014–2015

## Reprezentační kariéra
Joris van Overeem nastupoval za nizozemské mládežnické výběry, mj. U20 a U21.